# Entedon philiscus
Entedon philiscus is een vliesvleugelig insect uit de familie Eulophidae. De wetenschappelijke naam is voor het eerst geldig gepubliceerd in 1851 door Walker.